# Ecliptic Plane Input Catalog

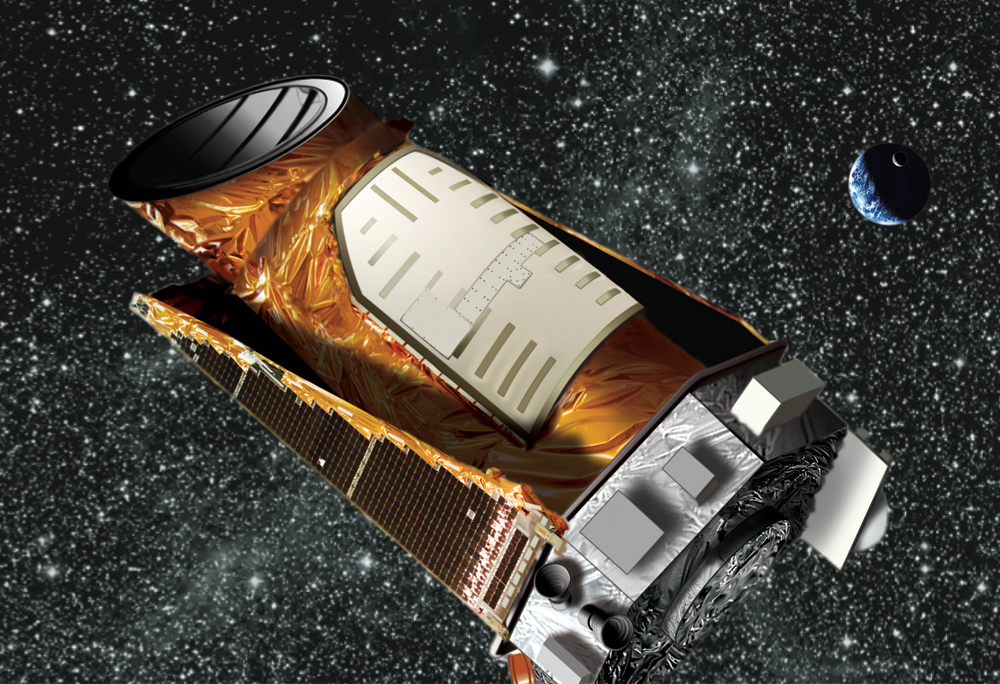
Vue d'artiste du télescope Kepler.

L'Ecliptic Plane Input Catalog (acronyme : EPIC) est un catalogue d'étoiles qui répertorie les étoiles situées à proximité du plan de l'écliptique. Il a été établi par la NASA pour la mission K2, la seconde mission du télescope spatial Kepler de l'agence spatiale américaine.

## Données
| Colonne     | Unité | Description                                               |
| ----------- | ----- | --------------------------------------------------------- |
| EPIC        | —     | identifiant du catalogue EPIC                             |
| HIP         | —     | identifiant du catalogue Hipparcos                        |
| TYC         | —     | identifiant du catalogue Tycho-2                          |
| UCAC        | —     | identifiant du catalogue UCAC-4                           |
| 2MASS       | —     | identifiant du catalogue 2MASS                            |
| SDSS        | —     | identifiant du catalogue SDSS                             |
| Object type | —     | type d'objet                                              |
| Kepflag     | —     | —                                                         |
| RA          | —     | ascension droite (coordonnées équatoriales, époque J2000) |
| Dec         | —     | déclinaison (coordonnées équatoriales, époque J2000)      |
| pmra        | —     | mouvement propre en ascension droite                      |
| pmdec       | —     | mouvement propre en déclinaison                           |
| plx         | —     | parallaxe                                                 |
| Bmag        | —     | magnitude bande B de Johnson                              |
| Vmag        | —     | magnitude bande V de Johnson                              |
| umag        | —     | magnitude bande u de Sloan                                |
| gmag        | —     | magnitude bande g de Sloan                                |
| rmag        | —     | magnitude bande r de Sloan                                |
| imag        | —     | magnitude bande i de Sloan                                |
| zmag        | —     | magnitude bande z de Sloan                                |
| Jmag        | —     | magnitude bande J de 2MASS                                |
| Hmag        | —     | magnitude bande H de 2MASS                                |
| Kmag        | —     | magnitude bande K de 2MASS                                |
| KepMag      | —     | magnitude de Kepler (Kp)                                  |

## Historique
Les planètes EPIC 201367065 b, c et d, en orbite autour de l'étoile 2MASS J11292037-0127173, sont les trois premières exoplanètes désignées d'après l'identifiant (EPIC 201367065) assigné par l'Ecliptic Plane Input Catalog à leur étoile hôte.